# Đường Kế Nghiêu
Đường Kế Nghiêu (giản thể: 唐继尧; phồn thể: 唐繼堯; bính âm: Táng Jìyáo; 1883 – 23 tháng 5 năm 1927) là một lãnh chúa trong thời kỳ quân phiệt phân tranh và là một vị tướng Trung Hoa Dân Quốc. Đường Kế Nghiêu là Đốc quân tỉnh Vân Nam trong giai đoạn từ năm 1913–1927.

## Tiểu sử
Đường sinh ra tại huyện Hội Trạch, tỉnh Vân Nam. Ông và Thái Ngạc đã từng tham gia khoa cử và là quan chức triều đình Mãn Thanh, do ảnh hưởng bởi xu hướng Cộng hòa, ông quyết định đi theo con đường binh nghiệp. Sau khi hoàn tất khóa học quân sự ở Nhật Bản, ông trở về nước và tham gia vào lực lượng cách mạng ở miền Nam.
Trong suốt Khởi nghĩa Vũ Xương, Đường tấn công lực lượng chính phủ cách mạng ở Quý Châu và sáp nhập và trở thành Đốc quân tỉnh này. Đường giao lại quyền Đốc quân Quý Châu cho Lưu Tồn Hậu để quay về Vân Nam kế nhiệm Thái Ngạc làm Đốc quân. Năm 1913, Đường chính thức thế chỗ Thái Ngạc làm Đốc quân Vân Nam. Đường đồng ý với Thái Ngạc duy ý chí lấy quân đội là quan trọng nhất và biến quân đội Vân Nam thành đội quân đóng vai trò chính trong chính phủ.
Tháng 12 năm 1915, Viên Thế Khải tự phong Hoàng đế Trung Hoa, Đường tuyên bố Vân Nam tự trị. Ông đã lãnh đạo quân đội đánh bại quân của Viên trong chiến tranh hộ quốc. Đường trở thành một trong những lãnh đạo quân sự của phong trào Hộ Quốc.
Đường là một nhân tố nổi bật vì ông có xu hướng thiết lập thể chế cộng hòa, tư tưởng chống Cộng và tán thành với chính sách của Tôn Dật Tiên. Ông đã giúp Tôn thành lập Hội Bảo Hiến năm 1917 và khởi tạo đảng của riêng mình Đảng Nhân dân(民治党) ngay cả khi ông vẫn còn là đảng viên Quốc Dân Đảng. Khi Tôn lên nắm quyền Đại Nguyên soái chỉ huy các lực lượng quân sự ở Quảng Châu, ông đã bổ nhiệm Đường làm Nguyên soái. Quân phiệt Quảng Tây đã bao vây quân Vân Nam và cố loại bỏ Đường năm 1920 nhưng không thành công.

## Sụp đổ
Sáu ngày sau cái chết của Tôn Văn năm 1925, Đường tự xưng mình là người kế nhiệm Tôn Văn trong vai trò lãnh đạo Quốc Dân Đảng, nhưng Đảng bác bỏ tuyên bố của ông. Buồn bã, ông quay về Vân Nam và chinh phạt Quảng Đông và Quảng Tây nhưng bị Lý Tông Nhân đánh bại. Đường chết năm 1927 tại Côn Minh, một tháng sau cuộc đảo chính quân sự của Long Vân và Hồ Nhược Ngu (胡若愚) hất cẳng ông ra khỏi mọi quyền hành tại Vân Nam.